# Tổng Bí thư Đảng Cộng sản Liên Xô
Tổng Bí thư Ban Chấp hành Trung ương Đảng Cộng sản Liên Xô (tiếng Nga: Генеральный секретарь ЦК КПСС) là danh hiệu được trao cho lãnh tụ của Đảng Cộng sản Liên Xô. Với một số trường hợp ngoại lệ, chức danh này là đồng nghĩa với nhà lãnh đạo của Liên Xô. Trong suốt lịch sử tồn tại chức vụ này có tới bốn tên gọi khác nhau: Bí thư chuyên trách (1917–1918), Chủ tịch Ban Bí thư (1918–1919), Bí thư phụ trách (1919–1922) và Bí thư thứ nhất (1953–1966). Iosif Stalin đã nâng chức vụ này lên thành tổng chỉ huy Đảng Cộng sản và mở rộng ra cả Liên Xô.

## Lịch sử
Trong hai lần hóa thân đầu tiên thì chức vụ này chủ yếu thực hiện công việc là bí thư. Chức danh Bí thư trách nhiệm sau đó được thành lập vào năm 1919 để thực hiện công việc hành chính. Năm 1922 chức vụ Tổng Bí thư tiếp nối chỉ đơn thuần là vị trí hoàn toàn hành chính và kỷ luật mà vai trò của nó không khác gì việc xác định thành phần đảng viên. Stalin trong lần đương nhiệm đầu tiên của mình đã sử dụng các nguyên tắc tập trung dân chủ để chuyển đổi chức vụ của ông trở thành lãnh đạo đảng và sau đó là lãnh đạo của Liên Xô. Năm 1934, Đại hội Đảng lần thứ 17 đã kiềm chế từ việc bầu lại chính thức Stalin làm Tổng Bí thư. Tuy nhiên, Stalin đã tái đắc cử vào các vị trí khác và vẫn lãnh đạo đảng mà quyền lực không hề suy giảm.
Trong thập niên 1950, Stalin ngày càng rút khỏi công việc của Ban Bí thư và giao lại sự giám sát ban cho Georgy Malenkov nhằm kiểm tra thân tín của mình như một người kế nhiệm tiềm năng. Vào tháng 10 năm 1952, tại Đại hội Đảng lần thứ 19, Stalin đã tiến hành tái cơ cấu quyền lãnh đạo đảng. Yêu cầu của Stalin được Malenkov phát biểu là giảm bớt trách nhiệm của ông trong Ban Bí thư Đảng do tuổi cao sức yếu đã bị Đại hội Đảng từ chối, cũng vì các đại biểu đã không chắc chắn về ý định của Stalin. Cuối cùng, Đại hội mới chính thức bãi bỏ chức vụ Tổng Bí thư của Stalin, dù Stalin vẫn là một trong các bí thư đảng và nắm quyền kiểm soát cuối cùng của Đảng. Khi Stalin qua đời vào ngày 5 tháng 3 năm 1953, Malenkov được xem là thành viên quan trọng nhất của Ban Bí thư bao gồm luôn cả Nikita Khrushchev. Malenkov trở thành Chủ tịch Hội đồng Bộ trưởng nhưng đã buộc phải từ chức khỏi Ban Bí thư vào ngày 14 tháng 3 năm 1953 giúp cho Khrushchev nắm quyền kiểm soát hiệu quả ban này. Khrushchev được bầu vào chức vụ mới là Bí thư thứ nhất trong phiên họp toàn thể Ban Chấp hành Trung ương Đảng vào ngày 14 tháng 9 năm 1953. Ban đầu hình thành như một tập thể lãnh đạo, rồi Khrushchev dần dần loại bỏ đối thủ chính trị của mình trong cả hai năm 1955 và 1957 và củng cố uy quyền của Bí thư thứ nhất.
Năm 1964 đã xảy ra sự đối lập trong Bộ Chính trị và Trung ương Đảng dẫn đến việc cách chức Bí thư thứ nhất của Khrushchev. Leonid Brezhnev đã kế thừa Khrushchev vị trí này và chức vụ được đổi tên thành Tổng Bí thư vào năm 1966. Dưới thời Brezhnev tập thể lãnh đạo đã hạn chế quyền hạn của Tổng Bí thư. Yuri Andropov và Konstantin Chernenko buộc phải thông qua nghị quyết để cai trị đất nước theo cùng một cách như Brezhnev đã làm. Mikhail Gorbachyov cai trị Liên Xô nhờ chức danh Tổng Bí thư cho đến năm 1990, khi Đảng Cộng sản mất độc quyền về quyền lực trong hệ thống chính trị. Chức danh Tổng thống Liên Xô được thành lập để Gorbachev vẫn còn giữ lại vai trò của mình như là nhà lãnh đạo của Liên Xô. Sau thất bại từ cuộc đảo chính tháng 8 năm 1991, Gorbachev đã từ chức Tổng Bí thư. Người kế nhiệm ông là cấp phó Vladimir Ivashko chỉ tại vị được năm ngày trong cương vị quyền Tổng Bí thư trước khi Tổng thống Nga Boris Yeltsin ra lệnh đình chỉ tất cả các hoạt động của Đảng Cộng sản. Sau lệnh cấm của đảng, Liên minh các Đảng Cộng sản - Đảng Cộng sản Liên Xô (UCP–CPSU) được Oleg Shenin thành lập vào năm 1993. UCP–CPSU hoạt động như một khuôn khổ nhằm phục hồi và khôi phục Đảng Cộng sản Liên Xô. Tổ chức có những thành viên trong tất cả các nước cộng hòa thuộc Liên Xô cũ. Lãnh đạo hiện tại là Gennady Zyuganov và đồng thời là Bí thư thứ nhất Đảng Cộng sản Liên bang Nga.

## Danh sách Tổng Bí thư
| Tên gọi (sinh–mất)                                                                        | Chân dung                                                                                                  | Nhiệm kỳ                                                                                  | Chú thích |
| Bí thư chuyên trách Ban Chấp hành Trung ương Đảng Lao động Dân chủ Xã hội Nga (1917–1918) | Bí thư chuyên trách Ban Chấp hành Trung ương Đảng Lao động Dân chủ Xã hội Nga (1917–1918)                  | Bí thư chuyên trách Ban Chấp hành Trung ương Đảng Lao động Dân chủ Xã hội Nga (1917–1918) | Bí thư chuyên trách Ban Chấp hành Trung ương Đảng Lao động Dân chủ Xã hội Nga (1917–1918) |
| ----------------------------------------------------------------------------------------- | --- | ----------------------------------------------------------------------------------------- | --- |
| Elena Stasova (1873–1966)                                                                 | A woman wearing dark clothes and using a pair of glasses                                                   | Tháng 4, 1917–1918                                                                        | Trong vai trò là Bí thư chuyên trách, Stasova và nhóm bốn nữ cán bộ của bà chịu trách nhiệm duy trì quan hệ thư từ với các chi bộ đảng cấp tỉnh, phân công công việc, lưu giữ hồ sơ tài chính, phân phối quỹ Đảng, xây dựng cơ chế chính sách đảng và bổ nhiệm nhân sự mới. |
| Chủ tịch Ban Bí thư Ban Chấp hành Trung ương Đảng Cộng sản Nga (Bolshevik) (1918–1919)    | |                                                                                           | |
| Yakov Sverdlov (1885–1919)                                                                | A man in a black suit, black shirt and wearing a pair of glasses                                           | 1918 – 16 tháng 3 năm 1919                                                                | Sverdlov còn ở lại nhiệm sở cho đến khi qua đời vào ngày 16 tháng 3 năm 1919. Trong suốt nhiệm kỳ của mình, ông chủ yếu chịu trách nhiệm về mặt chuyên môn chứ không phải là vấn đề chính trị. |
| Elena Stasova (1873–1966)                                                                 | A woman wearing dark clothes and using a pair of glasses                                                   | Tháng 3, 1919 – Tháng 12, 1919                                                            | Khi chức vụ của bà bị giải thể, Stasova không được coi là một đối thủ cạnh tranh nghiêm trọng đối với vị trí Bí thư phụ trách, chức vụ thừa kế là Chủ tịch Ban Bí thư. |
| Bí thư phụ trách Ban Chấp hành Trung ương Đảng Cộng sản Nga (Bolshevik) (1919–1922)       | |                                                                                           | |
| Nikolay Krestinsky (1883–1938)                                                            | A man in a grey suit, light shirt and dark tie                                                             | Tháng 12, 1919 – Tháng 3, 1921                                                            | Chức vụ Bí thư phụ trách có chức năng như một Bí thư, một vị trí khá tầm thường được giao dù rằng Krestinsky cũng là một thành viên Bộ Chính trị, Cục Tổ chức và Ban Bí thư của Đảng. Tuy nhiên, Krestinsky chẳng bao giờ cố gắng để tạo ra một cơ sở quyền lực độc lập như Joseph Stalin sau này đã làm trong thời gian ông làm Tổng Bí thư. |
| Vyacheslav Molotov (1890–1986)                                                            | | Tháng 3, 1921 – Tháng 4, 1922                                                             | Được bầu làm Bí thư phụ trách tại Đại hội Đảng lần thứ 10 được tổ chức vào tháng 3 năm 1921. Đại hội đã quyết định rằng chức danh Bí thư phụ trách cần phải có một sự hiện diện tại phiên họp toàn thể Bộ Chính trị. Kết quả là Molotov đã trở thành một thành viên ứng cử viên của Bộ Chính trị. |
| Tổng Bí thư Ban Chấp hành Trung ương Đảng Cộng sản Toàn Liên bang (Bolshevik) (1922–1953) | |                                                                                           | |
| Iosif Stalin (1878–1953)                                                                  | | 3 tháng 4 năm 1922 – 5 tháng 3 năm 1953                                                   | Stalin đã dùng chức danh Tổng Bí thư để tạo ra một cơ sở quyền lực độc lập cho riêng mình. Tại Đại hội Đảng lần thứ 17 vào năm 1934, Stalin đã không được chính thức tái đắc cử làm Tổng Bí thư và chức vụ này hiếm khi được đề cập sau đó nhưng Stalin giữ lại tất cả các vị trí khác và tất cả quyền lực của mình. Chức vụ chính thức được bãi bỏ tại Đại hội Đảng lần thứ 19 vào ngày 16 tháng 10 năm 1952, thế nhưng Stalin vẫn còn là bí thư và duy trì quyền lực cuối cùng. |
| Bí thư thứ nhất Ban Chấp hành Trung ương Đảng Cộng sản Liên Xô (1953–1966)                | |                                                                                           | |
| Nikita Khrushchyov (1894–1971)                                                            | An elderly bald man in a suit, with several medals pinned on it                                            | 14 tháng 9 năm 1953 – 14 tháng 10 năm 1964                                                | Khrushchev tái lập chức vụ này vào ngày 14 tháng 9 năm 1953 dưới tên Bí thư thứ nhất. Năm 1957 ông đã gần như bị cách chức bởi Tập đoàn phản Đảng. Georgy Malenkov, một thành viên hàng đầu của Tập đoàn chống Đảng, lo lắng rằng quyền hạn của Bí thư thứ nhất đã hầu như không giới hạn. Khrushchev bị bãi chức lãnh đạo vào ngày 14 tháng 10 năm 1964 và thay thế bởi Leonid Brezhnev.                                                                                         |
| Leonid Brezhnev (1906–1982)                                                               | | 14 tháng 10 năm 1964 – 8 tháng 4 năm 1966                                                 | Chức danh Bí thư thứ nhất được đổi tên thành Tổng Bí thư tại Đại hội Đảng lần thứ 23. |
| Tổng Bí thư Ban Chấp hành Trung ương Đảng Cộng sản Liên Xô (1966–1991)                    | |                                                                                           | |
| Leonid Brezhnev (1906–1982)                                                               | | 8 tháng 4 năm 1966 – 10 tháng 11 năm 1982                                                 | Lúc đầu không có nhà lãnh đạo rõ ràng của tập thể lãnh đạo với Brezhnev và Thủ tướng Alexei Kosygin cầm quyền ngang nhau. Tuy nhiên, đến những năm 1970 ảnh hưởng của Brezhnev đã vượt qua Kosygin và ông đã có thể giữ lại sự ủng hộ này bằng cách tránh bất kỳ cuộc cải cách triệt để nào. Quyền hạn và chức năng của Tổng Bí thư bị hạn chế bởi sự lãnh đạo tập thể trong nhiệm kỳ của Brezhnev.                                                                               |
| Yuri Andropov (1914–1984)                                                                 | | 12 tháng 11 năm 1982 – 9 tháng 2 năm 1984                                                 | Ông được coi là ứng cử viên sáng giá nhất cho chức Tổng Bí thư sau khi biết ông đã từng là Chủ tịch Ủy ban phụ trách sắp xếp, quản lý và chuẩn bị tang lễ của Brezhnev. Andropov cũng phải thông qua nghị quyết để lãnh đạo đất nước theo cùng một cách mà Brezhnev đã làm trước khi ông mất. |
| Konstantin Chernenko (1911–1985)                                                          | Черненко_Константин_Устинович,_партийный_билет.jpg                                                         | 13 tháng 2 năm 1984 – 10 tháng 3 năm 1985                                                 | Chernenko đã 72 tuổi khi được bầu vào chức vụ Tổng Bí thư và sức khỏe nhanh chóng suy yếu. Chernenko cũng buộc phải qua nghị quyết như người tiền nhiệm Yuri Andropov đã làm để lãnh đạo đất nước theo cùng một cách như của Brezhnev. |
| Mikhail Gorbachyov (1931-2022)                                                            | A man in a grey suit, white shirt and dark tie, balding with grey hair, he has a birthmark on his forehead | 11 tháng 3 năm 1985 – 24 tháng 8 năm 1991                                                 | Đại hội đại biểu Nhân dân năm 1990 đã bầu chọn để loại bỏ Điều 6 từ bản Hiến pháp Liên Xô năm 1977. Điều này có nghĩa rằng Đảng Cộng sản đã đánh mất vị thế là "lực lượng nòng cốt đi đầu của xã hội Liên Xô" và quyền hạn của Tổng Bí thư đã bị cắt giảm đáng kể. Trong suốt phần nhiệm kỳ còn lại của ông Gorbachev đã cai trị trên cương vị Tổng thống Liên Xô. Ông từ chức khỏi đảng vào ngày 24 tháng 8 năm 1991 do hậu quả của cuộc đảo chính tháng 8.                      |
| Vladimir Ivashko (1932–1994)                                                              | | 24 tháng 8 năm 1991 – 29 tháng 8 năm 1991                                                 | Ông được bầu làm Phó Tổng Bí thư, một tên gọi khác cho cấp phó lãnh đạo, tại Đại hội Đảng lần thứ 28. Ivashko trở thành quyền Tổng Bí thư sau khi Gorbachev từ chức, nhưng sau đó Đảng đã bất lực về mặt chính trị và vào ngày 29 tháng 8 năm 1991 đã bị cấm hoạt động. |